# Lambesc
Lambesc ist eine französische Gemeinde mit 9.951 Einwohnern (Stand 1. Januar 2022) im Département Bouches-du-Rhône in der Region Provence-Alpes-Côte d’Azur.

## Geografie
Lambesc liegt 20 Kilometer nordwestlich von Aix-en-Provence. Das Gemeindegebiet wird im Süden vom Fluss Touloubre und seinem Zufluss Lavaldenan durchquert.

## Geschichte
Im Jahr 814 wurde der Ort erstmals als Lambisco erwähnt. Im Mittelalter entstand in den Hügeln eine Burg, das Dorf war von Wällen umgeben. Bis 1789 war der Ort Besitz verschiedener Adelsfamilien. Als der Graf von Lothringen 1453 den Ort erwarb, wurde das heutige Wappen mit dem Lothringerkreuz eingeführt. 1807 wurde die bis dahin selbstständige Gemeinde Suès nach Lambesc eingemeindet.
1909 wurde der Ort von einem schweren Erdbeben in der Provence vollständig zerstört, 46 Menschen in Lambesc und den umliegenden Orten kamen ums Leben.
Vom 18. April 1940 bis zum 22. Juni 1940 befand sich in einer ehemaligen Konservenfabrik in Lambesc ein Internierungslager. Die hier Internierten waren zuvor im Lager Les Milles untergebracht, das vorübergehend geschlossen worden war. Nach Christian Eggers war das Lager Lambesc typisch für die im Drole de guerre errichteten Lager, die sich in meist in zweckentfremdeten und oft ungeeigneten Gebäuden befunden hätten. Hier in Lambesc waren vor allem unerwünschte Ausländer, Deutsche und Österreicher, interniert. Insgesamt waren es etwa 420 ausschließlich männliche Häftlinge. 343 von ihnen konnte Claire Lutrin identifizieren: 180 waren Deutsche, 128 Österreicher. Hinzu kamen Tschechen, Polen, Russen und 25 Personen unbekannter Nationalität. Die Hälfte dieser Männer sei jünger als 40 Jahre alt gewesen, 8 unter 21.
Am 12. Mai wurde das Camp des Milles wiedereröffnet. Ob die Männer von Lambesc nach dort zurückverlegt wurden, ist unklar. Der Name von 29 von ihnen fand sich auf den Deportationslisten von 1942. Lutrins Einsatz für eine Gedenktafel wurde vom Bürgermeister abschlägig entschieden.
1944 explodierte im Bahnhof von Lambesc ein deutscher Zug mit Munition, was erneut viele Häuser zerstörte.

## Wappen
Blasonierung: In Blau ein goldenes Lothringerkreuz.

## Kultur und Sehenswürdigkeiten
- Historische Gebäude
- Jacquemard-Glocke

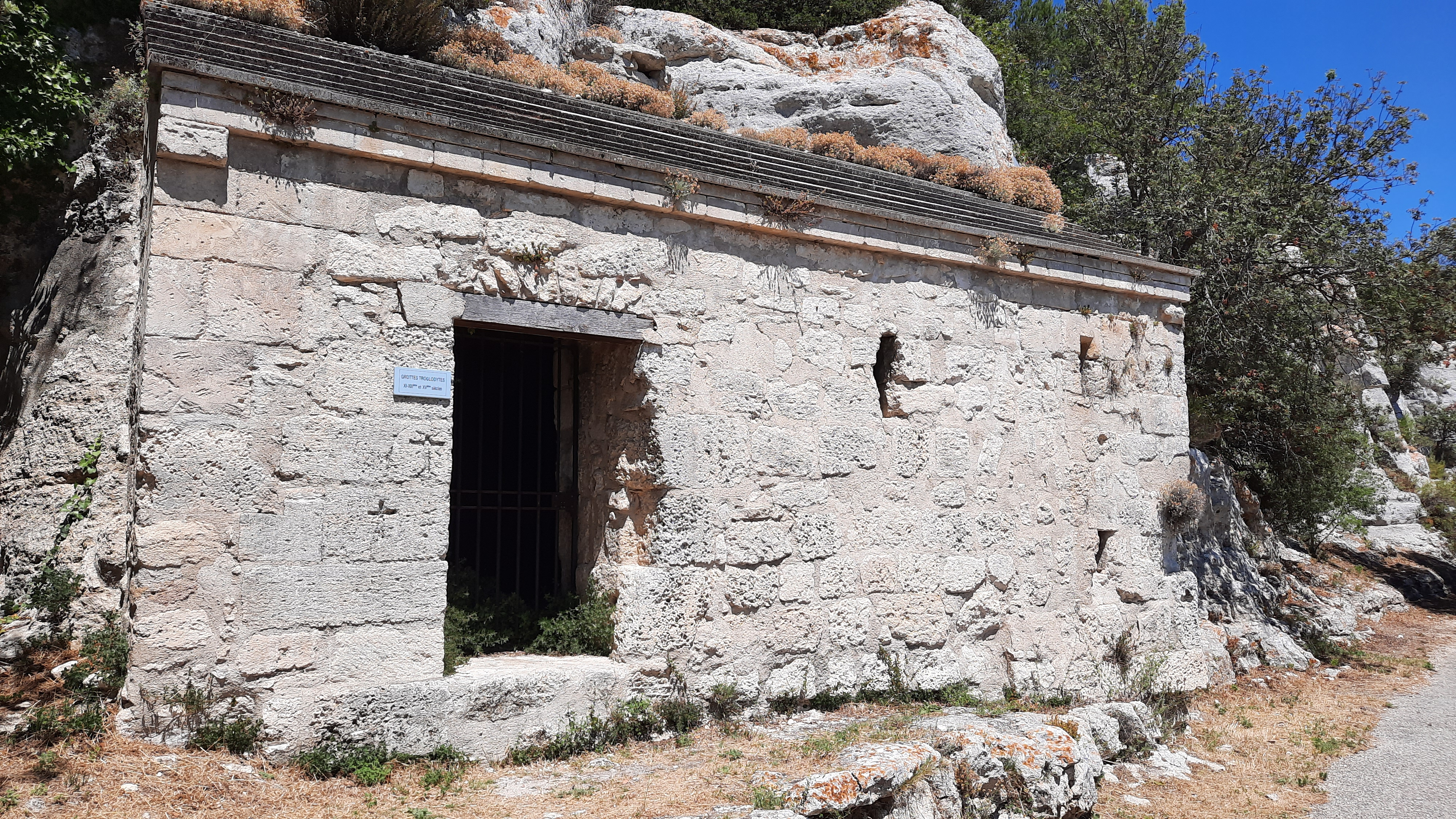
Wohnhöhle Sainte-Anne-de-Goiron in Lambesc

- Kirche Notre Dame de l’Assomption aus dem 18. Jahrhundert
- Kapelle Saint Michel aus dem 12. Jahrhundert
- Musée du Vieux Lambesc (Museum des alten Lambesc)

## Wirtschaft und Infrastruktur
Die Gemeinde liegt an der N7, die sie mit Avignon und Aix-en-Provence verbindet und die außerdem zur A7 führt. Über die D15 ist die Gemeinde außerdem nach Salon-de-Provence angebunden.

## Bevölkerungsentwicklung
| Jahr      | 1962 | 1968 | 1975 | 1982 | 1990 | 1999 | 2008 | 2017 |
| Einwohner | 2560 | 2822 | 3588 | 5353 | 6698 | 7600 | 8743 | 9672 |